# Veines iléales
Les veines iléales sont des affluents de la veine mésentérique supérieure. 